# والتر هيلمان
والتر هيلمان (بالإنجليزية: Walter Hellman)‏ هو لاعب الضامة ‏ سويدي وأمريكي، ولد في 15 يونيو 1916 في السويد، وتوفي في 28 يوليو 1975.